# فرشته‌ماهی‌های کوتوله
فرشته‌ماهی‌های کوتوله (نام علمی: Centropyge) نام یک سرده از خانواده فرشته‌ماهیان است.